# 워싱턴 협약 (공학)
워싱턴 협약은 1989년에 오스트레일리아, 캐나다, 아일랜드, 뉴질랜드, 영국, 미국 등 7개국이 공학교육의 동등성을 평가하고 상호 인정하기로 한 협약이다. 1996년까지 남아공화국과 홍콩이 가입하였다.